# Бабій Андрій Ярославович
Бабій Андрій Ярославович — український і американський економіст, асоційований професор економіки в Університеті Північної Кароліни.

## Життєпис
Бабій Андрій закінчив Тернопільську Українську Гімназію ім. І. Франка в 2006 році. В 2011-2013 роках навчався в магістратурі Тулузької школи економіки за спеціальністю економічна теорія та економетрія. Там же захистив дисертацію на тему "Essays on Econometric Models with Endogeneity" під керівництвом Jean-Pierre Florens. Здобув ступінь PhD з економіки. З 2017 року викладає в Університеті Північної Кароліни, з 2023 року — асоційований професор. 
Область наукових досліджень — економетрія, машинне навчання, великі дані.